# Roveredo (krets)
Roveredo är en krets i det italienskspråkiga distriktet Moesa i den schweiziska kantonen Graubünden.

## Geografi

### Indelning
Roveredo är indelat i sex kommuner:
| Kommun      | Invånare 2013-12-31 | Yta i km² |
| ----------- | ------------------- | --------- |
| Cama        | 562                 | 15,06     |
| Grono       | 997                 | 14,83     |
| Leggia      | 127                 | 9,15      |
| Roveredo    | 2 531               | 38,78     |
| San Vittore | 754                 | 22,02     |
| Verdabbio   | 161                 | 13,11     |
| Totalt      | 5 132               | 112,95    |